# 舒伊斯基家族
舒伊斯基 (romanized: Shuyskiye  ) 是留里克王朝的一個波雅尔家族，他们是弗拉基米尔-苏兹达尔大公国的大公迪米特里·康斯坦丁诺维奇和亚历山大·涅夫斯基的兄弟安德烈·雅罗斯拉维奇的后裔。